# Tito Sálvio Rufino Minício Opimiano
Tito Sálvio Rufino Minício Opimiano (em latim: Titus Salvius Rufinus Minicius Opimianus) foi um senador romano nomeado cônsul sufecto em algum momento no segundo semestre de 123 com Cneu Sêncio Aburniano. 

## Origem
A origem de sua família é incerta, mas é certo que era de origem italiana. Werner Eck sugere que ela era da cidade de Túsculo, nos montes Albanos, com base em três evidências: sua tribo (Papira) tinha vários membros da região, Opimiano e sua esposa foram enterrados lá e inscrições com o nome da família foram recuperadas lá. Além disto, Eck reconstituiu uma genealogia para Opimiano, com um pai, (Tito?) Sálvio Rufino Minício Opimiano, que foi procurador na Ásia durante o reinado de Trajano, um filho, Minício Opimiano, cônsul sufecto em 155, e um neto, Minício Opimiano, cônsul sufecto em 186 ou 187 e procônsul da África em 202-203.

## Carreira
Além do consulado, sabe-se que Opimiano foi procônsul da África entre 138-139, um posto considerado o ápice de uma carreira senatorial bem sucedida (juntamente com a Ásia).